# 이리나 페고바
이리나 세르게예브나 페고바(러시아어: Ири́на Серге́евна Пе́гова, 1978년 6월 18일 ~ )는 러시아의 배우이다.